# Opoboa chrysoparala
Opoboa chrysoparala är en fjärilsart som beskrevs av Collenette 1932. Opoboa chrysoparala ingår i släktet Opoboa och familjen tofsspinnare. Inga underarter finns listade i Catalogue of Life.